# بلال باشاجيك أوغلو
بلال باشاجيك أوغلو (26 مارس 1995) هو لاعب كرة قدم، يلعب كجناح لنادي ساكاريا سبور التركي. لعب سابقًا مع نادي هيرنفين وفينورد وقيصري سبور. ولد في هولندا، ومثل تركيا في المستوى الدولي تحت 21 عامًا.

## مهنة دولية
ولد باشاجيك أوغلو في هولندا لأب تركي وأم مغربية. في البداية، مثل هولندا عندما كان شاباً. لكن في عام 2014، قرر أن يمثل موطن والده، تركيا، على المستوى الدولي، حيث لعب لتركيا في المنتخب الوطني للشباب بعد ذلك. في نوفمبر 2016، تلقى أول استدعاء له لتشكيلة تركيا الأولى للمباراة ضد كوسوفو.

## الانجازات
فينورد
- الدوري الهولندي: 2016–17
- كأس هولندا: 2015–16، 2017–18.[4]
- درع يوهان كرويف: 2017

طرابزون سبور
- كأس تركيا: 2019–20

## روابط خارجية
- بلال باشاجيك أوغلو على موقع الاتحاد الأوربي (الإنجليزية)
- بلال باشاجيك أوغلو على موقع اتحاد تركيا (لاعب) (الإنجليزية)
- بلال باشاجيك أوغلو على موقع قاعدة بيانات كرة القدم.إي يو (الإنجليزية)
- بلال باشاجيك أوغلو على موقع Soccerway.com (الإنجليزية)
- بلال باشاجيك أوغلو على موقع عالم كرة القدم.نت (الإنجليزية)
- بلال باشاجيك أوغلو على موقع AS.com (الإسبانية)